# جوان فراي
جوان فراي (بالإنجليزية: Joan Fry)‏ مواليد 6 مايو 1906 - الوفاة 29 سبتمبر 1985، كانت لاعبة كرة مضرب بريطانية. وصلت إلى النهائي في بطولة ويمبلدون سنة 1925.

## النهائيات

### الفردي: الوصافة 1
| النتيجة | السنة | الدورة   | المنافس في النهائي | النتيجة  |
| الوصافة | 1925  | ويمبلدون | سوزان لنجلن        | 2–6, 0–6 |

### الزوجي: الوصافة 1
| النتيجة | السنة | الدورة            | الشريك     | المنافس                             | النتيجة       |
| الوصافة | 1927  | البطولة الأمريكية | بيتي ناتال | إرمينترودي هارفي كاثلين مكين جودفري | 1–6, 6–4, 4–6 |

### الزوجي المختلط: الوصافة 1
| النتيجة | السنة | الدورة   | الشريك            | المنافس                 | النتيجة  |
| الوصافة | 1929  | ويمبلدون | إيان كولينز (تنس) | هيلين ويلز فرانسيس هنتر | 1–6, 4–6 |